# Prato
Prato je glavni grad pokrajine Prato u talijanskoj regiji Toskana. Po broju stanovnika drugi je grad u Toskani, a treći u Središnjoj Italiji, iza Rima i Firence.
Nastao je ujedinjenjem dva manja naselja u 10. stoljeću, a procvat je doživio u Srednjem vijeku, kad postaje središte trgovine tekstilom.   
Nakon ujedinjenja talijanskih država u 19. stoljeću i stvaranja moderne Italije, postaje jak industrijski centar, a 1992., po osnivanju pokrajine Prato, i glavni grad te pokrajine.

## Gradovi prijatelji
- Ebensee, Austrija, (od 1987.)
- Sarajevo, Bosna i Hercegovina (od 1997.)
- Roubaix, Francuska (od 1981.)
- Changzhou, Kina (od 1987.)
- Wangen im Allgäu, Njemačka (od 1988.)
- Pabianice, Poljska, (od 2001.)
- Contea di Albemarle, Virginia, SAD (od 1977.)
- Nam Đinh, Vijetnam (od 1975.)
- Bir Lehlu, Zapadna Sahara (od 1999.)
- Harare, Zimbabve